# Ralf Rothenbusch
Ralf Rothenbusch (* 22. Juli 1963 in Zweibrücken) ist ein deutscher römisch-katholischer Theologe.

## Leben
Von 1988 bis 1994 studierte er katholische Theologie in Würzburg, Córdoba (Argentinien) und Freiburg im Breisgau. Er erwarb 1994 das Diplom in katholischer Theologie. Von 1994 bis 1995 studierte er an der Hebräischen Universität Jerusalem. Von 1996 bis 1999 war er Lehrbeauftragter (AT) an der FU Berlin. Nach der Promotion 1998 im Fach Altes Testament (Lothar Ruppert/Burkhart Kienast). Von 2000 bis 2002 war er wissenschaftlicher Mitarbeiter im Sonderforschungsbereich "Funktionen von Religion in antiken Gesellschaften des Vorderen Orients" an der Universität Münster (Rainer Albertz). Von 2003 bis 2009 war er wissenschaftlicher Mitarbeiter am AB Alttestamentliche Literatur und Exegese an der Universität Freiburg (Hubert Irsigler). 2008 wurde er Privatdozent für Altes Testament an der Theol. Fakultät der Universität Freiburg. Von 2009 bis 2010 vertrat er den Lehrstuhl an der Universität Bochum (Christian Frevel). Von 2010 bis 2011 war er Dozentenvertreter im Fach AT-Einleitung in Studienhaus St. Lambert. Seit 2012 ist er Dozent für Alttestamentliche Exegese in St. Lambert. 2016 wurde er zum außerplanmäßigen Professor der Albert-Ludwigs-Universität Freiburg ernannt.
2010 wurde er Studienleiter an der kath. Akademie des Bistums Mainz, dem Erbacher Hof. Seit 2021 ist er Leiter des Paulus-Hauses, eine vom Deutschen Verein vom Heiligen Lande betriebene Pilgerherberge in Jerusalem.

## Werke (Auswahl)
- Die kasuistische Rechtssammlung im 'Bundesbuch' (Ex 21,2-11.18-22,16) und ihr literarischer Kontext im Licht altorientalischer Parallelen (= Alter Orient und Altes Testament . Band 259). Ugarit-Verlag, Münster 2000, ISBN 3-927120-67-7 (zugleich Dissertation, Freiburg im Breisgau 1998).
- als Herausgeber mit Martin Mulzer, Carmen Diller und Kristinn Ólason: Studien zu Psalmen und Propheten. Festschrift für Hubert Irsigler (= Herders biblische Studien. Band 64). Herder, Freiburg im Breisgau/Basel/Wien/Barcelona/Rom/New York 2010, ISBN 978-3-451-35001-6.
- "... abgesondert zur Tora Gottes hin" : ethnisch-religiöse Identitäten im Esra/Nehemiabuch (= Herders biblische Studien. Band 70). Herder, Freiburg im Breisgau/Basel/Wien 2012, ISBN 3-451-30770-7 (zugleich Habilitationsschrift, Freiburg im Breisgau 2008).
- als Herausgeber mit Volker Gallé: Das Wormser Passionsspiel. Versuch, die grossen Bilder zu lesen. Dokumentationsband zur Akademietagung "Die Passion Spielen? Das Wormser Passionsspiel in der Diskussion" am 15.–17. Februar 2013 im Erbacher Hof, Akademie des Bistums Mainz. Worms-Verlag, Worms 2013, ISBN 978-3-936118-33-9.
- als Herausgeber mit Karl Lehmann: Gottes Wort in Menschenwort. Die eine Bibel als Fundament der Theologie (= Quaestiones disputatae. Band 266). Herder, Freiburg im Breisgau/Basel/Wien 2014, ISBN 3-451-02266-4.
- als Herausgeber mit Peter Reifenberg: Mut – Gelassenheit – Weisheit. Impulse aus Philosophie und Theologie (= Quaestiones disputatae. Band 266). Verlag Karl Alber, Freiburg im Breisgau/München 2017, ISBN 3-495-48991-6.
- als Herausgeber mit Karlheinz Ruhstorfer: Eingegeben von Gott. Zur Inspiration der Bibel und ihrer Geltung heute (= Quaestiones disputatae. Band 296). Herder, Freiburg im Breisgau 2019, ISBN 3-451-02296-6.